# جین واندر پیل
جین واندر پیل (انگلیسی: Jean Vander Pyl؛ ‏ ۱۱ اکتبر ۱۹۱۹ – ۱۰ آوریل ۱۹۹۹) بازیگر و صداپیشه اهل ایالات متحده آمریکا بود. وی بین سال‌های ۱۹۴۸ تا ۱۹۹۹ میلادی فعالیت می‌کرد.
از فیلم‌ها یا مجموعه‌های تلویزیونی که وی در آن‌ها نقش داشته است، می‌توان به ماجراهای کوئیک درا مک‌گرا، نمایش گوریل مگوری، تاپ کت و عصر حجر اشاره نمود.